# Місце для дракона
«Місце для дракона» — історико-фентезійна казка, написана українським письменником Юрієм Винничуком у 1990 році. Вперше опублікована 1990 року у збірці «Спалах». Окремими виданнями книга виходила у видавництвах "Піраміда", «Фоліо», "Чорні вівці".

## Сюжет
Події відбуваються у часи середньовіччя у вигаданому князівстві Люботин, життя якого нагадує сонне царство, де чути лише набридливе дзижчання мух. Тут давно забули про якісь військові походи чи лицарські турніри, а самі лицарі більше переймаються власним господарством, над усім панує нудьга. Володар князівства іноді намагався щось змінити, але невдовзі кидав розпочате й знову поринав у звичну лінь, розмореність і бездіяльність, і лише уві сні бачив війни, руїни здобутих фортець, і вервечки полонених. Таке тривало досить довго, аж поки не прийшла пора його єдиній дочці Настасії ставати до вінця. Князь невідкладно мусив щось  робити, аби знайти нареченого – спадкоємця престолу, бо інакше князівство остаточно розпадеться. Але ж як знайти лицаря-героя у князівстві, де нічого не відбувається, де немає ні розбійників, ні людожерів, ні чаклунів, ні багатоголових лютих драконів, де лицарі давно не тримали в руках ні меча, ні списа, та й саме військо вже давно було князем розпущене, а скарбниця порожня? Тож справжнім подарунком долі стала для князя звістка, принесена воєводою, про дракона, що з’явився на берегах річки Бистриці. Тож князь розіслав гінців, щоб оголосили: хто вб’є дракона – пошлюбить Настасію й сяде на престолі.
Проте лицарі зіштовхнулися з несподіваною перешкодою: дракон не хотів битися, навіть з печери вилазити не став, а коли його пробували викурити з неї димом, ладен був задихнутися, аніж боротися з ними. Князеві довелося зустрітися з пустельником, що вже давно усамітнився на берегах Бистриці, щоб більше дізнатися про дивного дракона. Старий пустельник розповів йому, що цей дракон зовсім не схожий на інших драконів, він має одну голову, вміє розмовляти, читає Біблію й пише вірші, звати його Грицьком, що 
битися він не стане, бо дуже доброзичливий і лише зовнішньо нагадує чудовисько. Що саме він, пустельник, дав йому ім’я, навчив людської мови і грамоти, хоч і не хотів цього робити спочатку, тому що розумів, що рано чи пізно тому доведеться битися, бо такі людські звичаї і закони. Проте Грицько так хотів пізнавати світ, що таки наполіг на своєму навчанні, тож старий філософ здався й відкрив своєму учневі розуміння краси і добра. Князь, невдоволений почутим, бо так руйнувалися його плани щодо одруження Настасії, виявив бажання познайомитися з драконом. 
Тим часом пустельник знаходить для Грицька  нову печеру, що мала вихід на закриту з усіх боків прекрасну галявину. Саме туди він згодом і приводить князя. Той, познайомившись із Грицьком, починає переконувати його в необхідності дотримуватися звичаїв і законів, згідно з якими дракони мусять чинити людям зло, а потім гинути на герці з лицарем-героєм, бо так споконвічно заведено у світі, і навіть переходить до погроз. Проте Грицько не розуміє, чому він повинен умирати, якщо нікому не хоче завдавати лиха, коли ще зовсім молодий і не нажився на такому чудовому світі; й ніякі аргументи про клопоти батька, що не може віддати дочку до шлюбу; про те, що володар дбає насамперед про інтереси держави, його не переконують.  Лицарі, побачивши, що дракон не хоче битися, роз’їжджаються по домівках, престиж князя й Люботина під загрозою, тож князь полишає спроби умовити Грицька й вирішує діяти хитрістю й підступом, ознайомивши зі своїм таємним планом лише Настасію. 
Князь позірно відмовляється від тиску на дракона й, навпаки, робить усе, щоб заприятелювати з ним. Для цього він щоденно приходить на галявину, де в компанії пустельника й дракона доволі приємно проводить час: друзі спілкуються за кубком хорошого вина, ведуть філософські бесіди, читають Грицькові вірші. У таких дружніх посиденьках минає літо. Раптово пустельник занеміг, перед смертю він розмовляє з Грицьком. Дракон признається своєму старому вчителю, що не вірить у те, що князь  позбувся бажання знищити його. Пустельник умовляє дракона скористатися крилами і тікати від світу людей, які всі свої негаразди перекладають на дракона, мріючи того вбити. Але Грицько заявляє, що вирішив вийти на герць заради князя, його доньки й Люботина. У відчаї пустельник намагається розкрити другові очі: життя володаря не варте й одного рядка поета, князь передусім хоче зміцнити свою владу, він не заслуговує драконової самопожертви. Закликаючи дракона тікати від жорстокого світу людей, пустельник умирає.
Настає осінь, тепер уже дракон і князь п’ють вино на могилі пустельника. Князь вирішує пришвидшити здійснення свого плану вбити дракона й знову починає бідкатися. Дракон уже давно очікує цієї розмови й зненацька повідомляє князеві, що згоден вийти на герць. Князь, усіма силами намагаючись приховати радість, спочатку ніби й відмовляє Грицька, сам же при цьому спідлоба слідкує за ним. Дракон, усе ще сподіваючись на порядність друга, на те, що той відмовиться від своїх підступних намірів, бреше, що нібито старий учитель кличе його до себе, але князь воліє нічого не помічати. Діловито повідомляє Грицькові, що привезе Настасію до нього, оголосивши, ніби дракон її викрав.
Лицарі знову з’їжджаються в Люботин, серед них і славетний пан Лаврін, відомий багатьма подвигами й лицарськими вчинками. Таємний радник князя тим часом готує видовище для народу, поширює портрети дракона, на яких той виглядає страхітливим і кривавим чудовиськом. А Настасія таємно приїжджає до Грицька. Видаючи себе за лагідну й ніжну дівчину, лицемірна князівна пробує втертися в його довіру, називає метеликом, кокетує з ним. Та через деякий час розігрує перед драконом дешевий спектакль, пишномовно проголошуючи, яким брехливим є світ людей, яким негідником є її татуньо, яким неправедним є майбутній герць і що вона не збирається в цьому всьому брати участь. При цьому Настасія спідлоба слідкує за реакцією дракона й тішиться, коли той змушений ще й умовляти її, щоб вона цього не робила. 
Перед поєдинком до дракона приходить і таємний радник, шантажуючи Грицька погрозою знищити всі  його вірші, якщо той не піддасться радниковому ставленику панові Любомиру із Золочева. Проте Грицько вже обіцяв князеві, що помре від меча лицаря Лавріна. Він дотримується слова й підставляє під час герцю Лаврінові своє єдине вразливе місце – око. Проте людина честі – Лаврін – запідозрив щось нечисте в такій поведінці, тож дракон умирає від списа Лаврінового джури. Народ  шаленіє від видовища, князівна  радо стає дружиною меткого джури, а Люботин гуляє три дні й три ночі з приводу свята. Лише пан Лаврін і князь відчувають на душі гризоту й ховають дракона поруч із могилою пустельника. Відчувши непереборне бажання сповідатися, князь усе розповідає Лаврінові. Той із гнівом і зневагою проклинає князя й покидає Люботин. З цього часу князь не має спокою. Узявши бутель вина й три кубки, він приїжджає на могили друзів і намагається виправдати сам себе, проте навіть у мареннях відчуває, що він злочинець і зрадник і що немає йому прощення. У самоті, холоді й марному каятті князь умирає.

## Характеристика персонажів
- Дракон Грицько тільки зовнішньо нагадує величезне змієподібне чудовисько з крилами й вогняним диханням, насправді ж це зовсім не хижак і не втілення ворожої людям сили, а, навпаки, - миролюбне й миле створіння, яке любить світ і  прагне пізнавати його, яскрава індивідуальність, тонка натура, життєлюб,  поет, що пробуджує в серцях любов і добро. На жаль, у жорстокому світі людей він приречений на загибель, бо «нетутешній». Попри це, його коротке життя, його поезія і самопожертва недаремні, бо врешті-решт засіяні ним зерна добра й любові проростають у людських серцях і світ стає кращим.
- Пустельник – колишній воєвода, самотній філософ, книжник і літописець, учитель, наставник і друг Грицька, який відчинив йому двері пізнання світу й людської душі, відкрив розуміння краси і добра, проте не зміг урятувати від людської жорстокості й сам виявився нездатним піднятися до шляхетного рівня свого учня. Вже після своєї смерті й загибелі дракона пустельник сформулює печальний висновок: зло не від дракона. Зло в самих людях, їхніх лихих інстинктах, їхньому намаганні знайти ворогів, на яких вони перекладають власні провини і яких прагнуть  розіп’ясти.
- Князь – володар Люботина, жорстокий, бездушний, заради своїх інтересів маніпулює іншими, вдається до прямої брехні, втирається в довіру, зраджує, досягає злочинної мети шляхом безсоромного підступу, проте потім усвідомлює скоєне, намагається знайти собі виправдання й зрештою помирає від мук совісті.
- Лицар Лаврін – великий воїн, справжній герой, здійснив чимало подвигів, побував у багатьох походах, людина честі, не боїться говорити правду можновладцям у вічі, безстрашно йде в бій проти зла, не терпить підлабузництва, дбає про свою бездоганну репутацію, справедливий,  розумний, не шукає золота чи високих посад, але жадає зажити лицарської слави. Ідеалом для нього є князь Святослав Завойовник. Під час турніру Лаврін починає здогадуватися, що не все так просто з драконом, бачить його погляд, у якому аж ніяк не злоба, а щось зовсім інше,  помічає живу й неушкоджену князівну, а головне, розуміє, що дракон не хоче битися й, навпаки, хоче, щоб це його швидше вбили. Коли ж лицар узнає всю правду, він проклинає Люботин і назавжди покидає це місце брехні, зради й убивства.
- Джура лицаря Лавріна – метикуватий, хоробрий, в усьому намагається наслідувати свого пана, проте ще не усвідомлює до кінця, що таке лицарська честь. Джура цікавиться подіями, що відбуваються навколо нього,  проте він і досить наївний,  йому бракує життєвого досвіду й мудрості, вчинки його спонтанні, необдумані, він радше керується у своїх діях емоціями й стереотипами. Саме від його списа вмирає дракон, але це випадковість, спричинена нетерплячкою, а не геройський вчинок, втім, джура навіть не усвідомлює цього й сприймає за подвиг, а шлюб із князівною як заслужену нагороду.
- Князівна Настасія – егоїстична, нещира, лицемірна, задля любовних походеньок наперед готова таємно зраджувати чоловіка, заради задоволення своїх потреб цинічно використовує дракона, удає з себе щиру, наївну, приязну дівчину, маніпулює Грицьковою довірою, недосвідченістю й добрими почуттями. Після смерті дракона бере шлюб із молодим метким джурою і не переймається химерами совісті.
- Таємний радник – цинічний, безжальний, безпринципний, корисливий маніпулятор, позбавлений будь-яких ознак совісті. Прикриваючись пишномовними фразами про обов’язок і патріотизм, вирішує власні корисливі інтереси, не гребуючи при цьому підлими погрозами.
- Воєвода Антось – відданий служака, розсудливий, наділений практичним розумом, інколи дає князеві слушні поради, звик сумлінно виконувати доручене, навіть коли й усвідомлює не зовсім праведний характер цих доручень. Пан Антось по-своєму чесний і порядний, зокрема, його жахає князева підступність, йому шкода дракона, однак протестувати він не наважується.
- Мойша Шамуель – шинкар, спритний, хитрий, звик догоджати відвідувачам, не гребує обманом, часто говорить не те, як він думає насправді, а те, що хотіли б почути від нього;  його поведінка часто є нещирою, адже йому нерідко доводиться вивертатися з несприятливих ситуацій, захищати себе, родину й шинок як від клієнтів, так і від влади.
- Відьма – баба-чаклунка, яка випробовує лицарські якості пана Лавріна, намагається спокусити його чудодійним мечем Вілоданом, а коли той відмовляється, мститься, насилаючи блуд.